# Leoben-Timmersdorfs flygplats
Leoben-Timmersdorfs flygplats (tyska: Flugplatz Leoben-Timmersdorf) är en flygplats i Österrike.   Den ligger i distriktet Leoben och förbundslandet Steiermark, i den östra delen av landet, 140 km sydväst om huvudstaden Wien. Flygplatsen ligger 622 meter över havet.